# Francisco Saralegui y Arrizubieta
Francisco Saralegui y Arrizubieta (Tolosa, Guipúscoa, 1 d'agost de 1898 – Getxo, Biscaia, 28 de juny de 1973), empresari basc establert a Cuba, conegut allà com al «tsar del paper» per arribar a tenir el monopoli de paper periòdic a Cuba i ser propietari de la companyia editorial i impressora de les tres revistes més importants de Cuba i Hispanoamèrica (Bohemia, Vanidades i Carteles).

## Biografia[calcitació]
Neix expòsit a la Casa de Beneficència de Tolosa (Guipúscoa) l'1 d'agost de 1898, fill de Pedro Ángel de Saralegui y Arrizubieta, provinent d'un llinatge noble originari del solar de Zirartegui (o Cirartegui), a Amezketa (Guipúscoa), i establert a principis del segle xvi al solar de Saralegui, a Gaintza, en la vall d'Araitz (Navarra), i de mare desconeguda, i mor a Getxo (Biscaia) el 28 de juny de 1973. L'any 1910 emigra a Amèrica, establint-se primer a Argentina i després a Cuba (1915), on es trobava el seu pare. Realitza diversos oficis a províncies fins que fixa la seva residència a l'Havana l'any 1919, en què ingressa en la Reciprocity Trading Company, representant de productors de paper periòdic, de la qual serà successivament soci (1930), vicepresident i propietari, emprenent al mateix temps negocis de canya de sucre i de fusta a Orient. Va ser propietari de Publicaciones Unidas, S. A., editora i impressora de les tres revistes més importants de Cuba i Hispanoamèrica (Bohemia, Vanidades i Carteles) i un dels accionistes majoritaris de Terminal Ómnibus, S. A., de la indústria Hormigón Estructural Prefabricado, S. A., de la Compañia d'Inversiones El Trébol, S. A., de l'empresa urbanitzadora Compañia Territorial San Alejandro, S.A. i de la fàbrica d'eixàrcies, fils i cordills Compañía Jarcias de Matanzas, S.A. Va ser també accionista majoritari i conseller del Banco del Comercio, fusionat l'any 1954 amb The Trust Company of Cuba. Nacionalista basc, va ser president del Centro Vasco de La Habana, així com president d'honor del Centro de Dependientes de La Habana i de la Asociación de Dependientes de Comercio. L'any 1960, amb motiu de la revolució cubana, la seva família s'exilia als Estats Units, establint-se a Key Biscayne (Miami, Florida), bé que ell es retirarà a Getxo (Biscaia). És avi de la periodista cubano-americana Cristina Saralegui Santamarina (l'Havana, 1948), coneguda com a la «Oprah Winfrey llatina».